# سقوط القصر الصغير
سقوط القصر الصغير (بالبرتغالية : Alcácer-Ceguer) هو حدث تاريخي وقع خلال حكم المرينيين للمغرب الأقصى في الفترة ما بين 23 و24 أكتوبر 1458. إذ سقطت بأيد القوات البرتغالية تحت قيادة الملك أفونسو الخامس ، الملقب بالإفريقي .

## خلفية تاريخية
سقطت مدينة سبتة بأيد البرتغال في شمال أفريقيا سنة 1415.
عندما فتح العثمانيون القسطنطينية عام 1453، أصدر البابا كاليستوس الثالث نداءً للحملة الصليبية، استجاب لها ألفونسو الخامس ملك البرتغال بعد أن أبلغه بها أسقف شلب، وتعهد الملك بتجميع جيش لمحاربة ضد المسلمين.  فأرسل سفرائه نابولي وباقي العواصم الأوروبية، ولكن رفض ملوك أوروبا الانضمام للحملة.  بعد وفاة كاليستوس في 6 أغسطس 1458، قرر أفونسو مهاجمة طنجة في المغرب بدلاً من ذلك، لكن حاكم سبتة الكونت سانشو دي نورونها أقنعه بالاستيلاء على مدينة القصر الصغير، وهو ما قبله الملك.  كانت المدينة في ذلك الوقت قاعدة للجهاد البحري، وقاعدة لبني مرين أعداء مملكة البرتغال. 
ولكن الحكام المرينيين منذ عام 1420 لم يكونوا الحكام الحقيقين بل كان الحكم لوزراء بني الوطاس ، الذين فرضوا الوصاية على عبد الحق الثاني سلطانًا بعد عام واحد من ولادته. ورفض الوطاسيون التنازل عن الوصاية رغم بلوغ عبد الحق سن الرشد. 
تجمعت جيوش وسفن البرتغال في لاغوس. بلغ عدد الأسطول البرتغالي 200 أو 220 سفينة وبلغ عدد الجيش 25 ألف و 26 ألف مقاتل، دون احتساب البحارة والموظفين الداعمين. كما شارك في الحملة الأمير فرديناند دوق بازو ، والأمير هنري "الملاح"، وماركيز فالينسا أفونسو من براغانزا قائد أسطول برتقال، وماركيز فيلا فيسوزا. أبحروا إلى ألكاسير-سيجوير في 12 أكتوبر 1458. 

## المعركة
واجه البرتغاليون بعض المقاومة على شواطئ القصر الصغير، حيث أقامت حامية المدينة حواجز يحرسها رماة القوس والنبال وخمسمائة فارس، من أجل منع البرتغاليين من النزول.  لكنهم تعرضوا لهجوم عنيف من قبل أسطول بقيادة الأمير هنري الملاح، وأجبر المسلمون على الانسحاب.  لم يتمكن البرتغاليون من اقتحام بواباتها، ولكن بعد قصف متواصل أحدثوا شرخا في تحصيناتها. 
وفي صباح يوم 18 أكتوبر، استسلمت حامية المدينة، وسمح لهم ألفونسو الخامس للسكان بمغادرتها مع عائلاتهم وممتلكاتهم.  وقد أُطلق سراح عدد من السجناء المسيحيين. 

## تداعيات

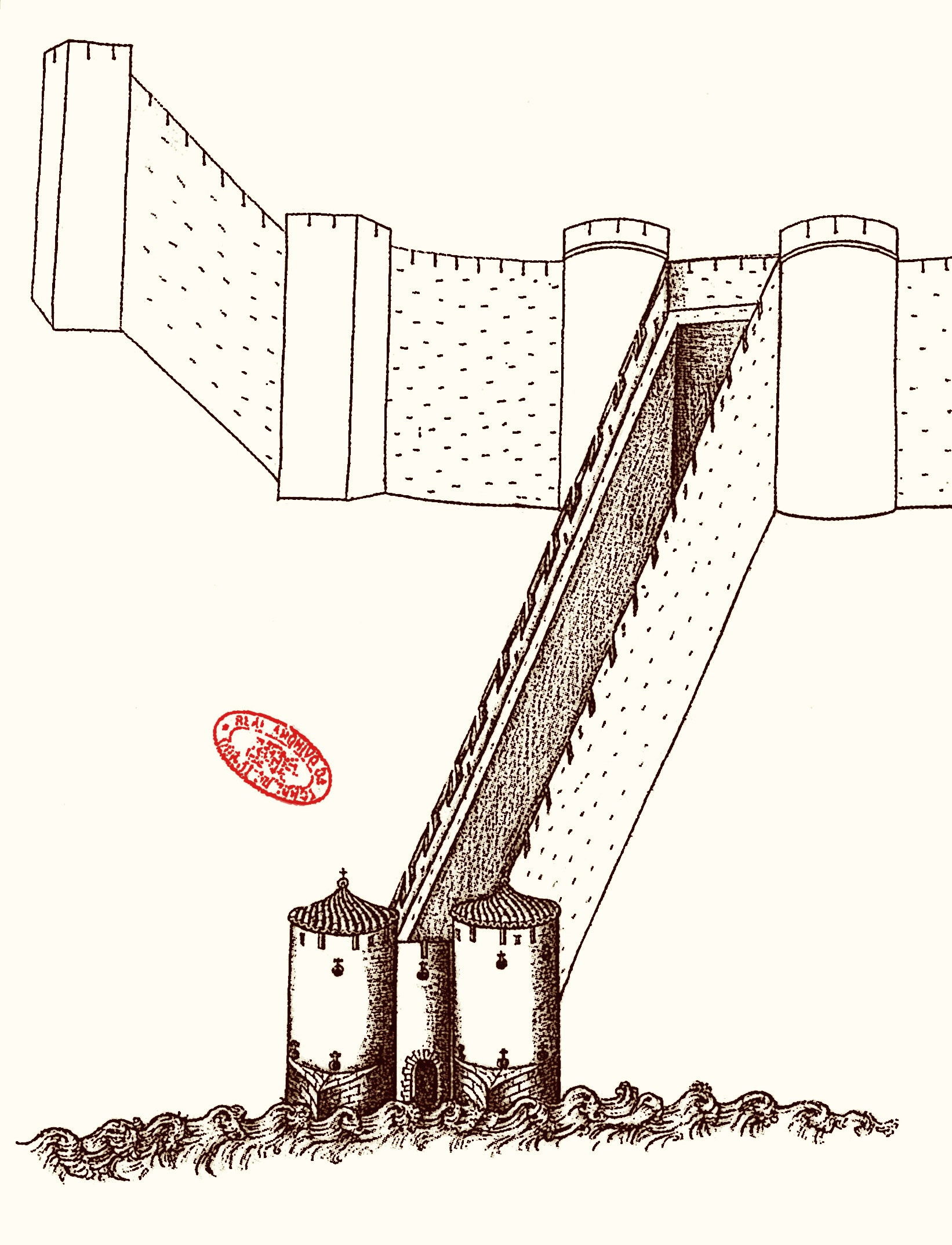
رسم تخطيطي لجدار الكوراكا الذي صممه ديوغو بويتاكا في عام 1502.

نحج الحملة البرتغالية بفضل تفوق مدفعيتها، وقرار السلطان المريني عبد الحق الثاني إبقاء جزء من جيشه في طنجة بعد إبلاغه بوجود الأسطول البرتغالي، بينما كان يستعد للهجوم على تلمسان . وبعد أن سمع أن البرتغاليين يحاصرون مدينة القصر الصغير، خرج ليفك الحصار عنها، إلا أنه لم يصل إلى المدينة في الوقت المناسب لمنع سقوطها، فعاد لتنظيم حصارها فيما بعد. 
انتقل أفونسو الخامس إلى سبتة، ونظم سفارة لتسليم رسالة إلى سلطان فاس يتحداه لمعركة ضارية، إلا أن سفنه أُغرقت فور اقترابها من ميناء طنجة. 
حاصر السلطان مدينة القصر الصغير من 13 نوفمبر 1458 إلى 2 يناير 1459 ولكنه لم ينجح في تحرير المدينة من الاحتلال البرتغالي. 
بدأت البرتغال على الفور أعمال ترميم وتعزيز دفاعات المدينة. وحُول مسجدها إلى كنيسة.
وفي عام 1459، ارتكب عبد الحق الثاني مذبحة ضد عائلة الوطاسيين ، فكسر قوتهم. ومع ذلك، انتهت فترة حكمه بعد اغتياله أثناء ثورة عام 1465.  شهد هذا الحدث نهاية الدولة المرينية حيث تم إعلان محمد بن علي العمراني الجوطي ، زعيم الشرفاء ، سلطانًا في فاس . إلى أن أطاح به سنة 1471 أبو عبد الله الشيخ محمد بن يحيى ، أحد الوطاسيين الناجين من مذبحة عام 1459 .
وظلت في أيدي البرتغاليين طوال الجزء الأكبر من القرن التالي، وعرفت باسم "ألكاسير-سيجوير". في عام 1502، بدأ البرتغاليون في بناء مجموعة جديدة من التحصينات التي امتدت أسوار المدينة إلى البحر. وصل عدد السكان المقيمين في البلدة في عهد البرتغاليين إلى حوالي ثمانمئة شخص.

## انظر أيضا

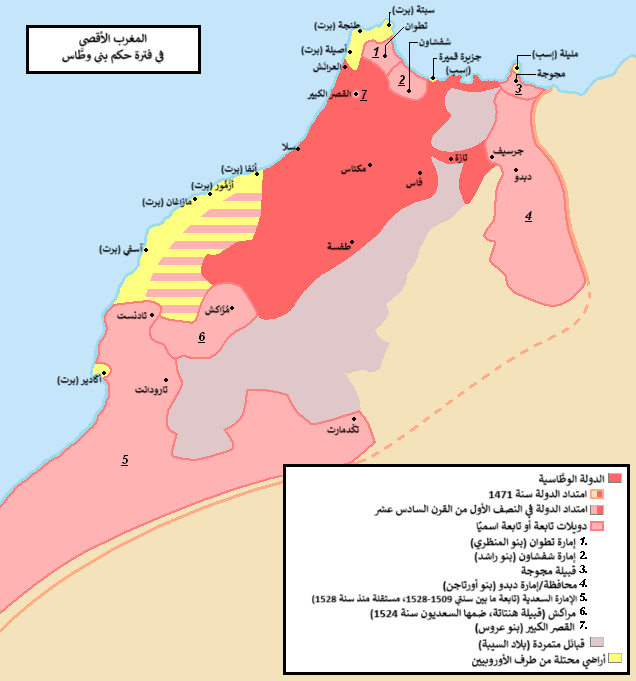
المغرب في أواخر القرن الخامس عشر والسادس عشر.

## فهرس المراجع
- Jeremy Black, Cambridge illustrated atlas, warfare: Renaissance to revolution, 1492-1792 (1996) ISBN 0-521-47033-1

Bailey Wallys Diffie,Boyd C. * Shafer,George Davison Winius, Foundations of the Portuguese empire, 1415-1580 (1977) ISBN 0-8166-0782-6
- Ignacio da Costa Quintella, Academia das Ciências de Lisboa, Annaes da marinha portugueza, Volume 1 (1839)